# Patricia Montilla Cárdenas
Patri Montilla, (Torrejón de Ardoz, España, 7 de agosto de 1992) es una jugadora española de fútbol sala. Juega de ala-cierre y su equipo actual es la CD Leganés FS de la Primera División de fútbol sala femenino de España.

## Trayectoria
Comenzó jugando en el Alca-Sala de la primera regional madrileña, de ahí pasó al Torrejón FSF. En la temporada 2009-10 debuta en primera división con el Cellosa Torrejón donde permaneció un año. Posteriormente fichó por el Chiloeches de segunda división donde permaneció 4 años.
En la temporada 2014-15 se marcha al Leganés FS que en esa época estaba en segunda división, en la 2015-16 queda campeona de segunda división y consigue el ascenso a primera, en el play-off jugado contra el Bilbo.

## Estadísticas

### Clubes
Actualizado al último partido jugado el 6 de junio de 2023.
| Club | Div.          | Temporada     | Liga  | Liga  | Liga       | Liga      | Copas nacionales(1) | Copas nacionales(1) | Copas nacionales(1) | Copas nacionales(1) | Torneos internacionales(2) | Torneos internacionales(2) | Torneos internacionales(2) | Torneos internacionales(2) | Total(3) | Total(3) | Total(3)   | Total(3)  |
| Club | Div.          | Temporada     | Part. | Goles | Amonestado | Expulsado | Part.               | Goles               | Amonestado          | Expulsado           | Part.                      | Goles                      | Amonestado                 | Expulsado                  | Part.    | Goles    | Amonestado | Expulsado |
| --- | ------------- | ------------- | ----- | ----- | ---------- | --------- | ------------------- | ------------------- | ------------------- | ------------------- | -------------------------- | -------------------------- | -------------------------- | -------------------------- | -------- | -------- | ---------- | --------- |
| Alca-Sala · España |               |               |       |       |            |           |                     |                     |                     |                     |                            |                            |                            |                            |          |          |            |           |
| aut |               |               |       |       |            |           |                     |                     |                     |                     |                            |                            |                            |                            |          |          |            |           |
| |               | -             | -     | -     | -          | -         | -                   | -                   | -                   | -                   | -                          | -                          |                            | -                          | -        | -        |            |           |
| Total club | Total club    | -             | -     | -     | -          | -         | -                   | -                   | -                   | -                   | -                          | -                          | -                          | -                          | -        | -        | -          |           |
| Torrejón FSF · España |               |               |       |       |            |           |                     |                     |                     |                     |                            |                            |                            |                            |          |          |            |           |
| aut |               |               |       |       |            |           |                     |                     |                     |                     |                            |                            |                            |                            |          |          |            |           |
| 2008-09 |               | -             | -     | -     | -          | -         | -                   | -                   | -                   | -                   | -                          | -                          |                            | -                          | -        | -        |            |           |
| Total club | Total club    | -             | -     | -     | -          | -         | -                   | -                   | -                   | -                   | -                          | -                          | -                          | -                          | -        | -        | -          |           |
| Cellosa Torrejón · España |               |               |       |       |            |           |                     |                     |                     |                     |                            |                            |                            |                            |          |          |            |           |
| 1.ª |               |               |       |       |            |           |                     |                     |                     |                     |                            |                            |                            |                            |          |          |            |           |
| 2009-10 | 32            | 6             | 8     | 0     | -          | -         | -                   | -                   | -                   | -                   | -                          | -                          | 32                         | 6                          | 8        | 0        |            |           |
| Total club | Total club    | 32            | 6     | 8     | 0          | -         | -                   | -                   | -                   | -                   | -                          | -                          | -                          | 32                         | 6        | 8        | 0          |           |
| Chiloeches FSF · España |               |               |       |       |            |           |                     |                     |                     |                     |                            |                            |                            |                            |          |          |            |           |
| 2.ª |               |               |       |       |            |           |                     |                     |                     |                     |                            |                            |                            |                            |          |          |            |           |
| 2010-11 |               | -             | -     | -     | -          | -         | -                   | -                   | -                   | -                   | -                          | -                          |                            | -                          | -        | -        |            |           |
| 2011-12 |               | -             | -     | -     | -          | -         | -                   | -                   | -                   | -                   | -                          | -                          |                            | -                          | -        | -        |            |           |
| 2013-12 |               | -             | -     | -     | -          | -         | -                   | -                   | -                   | -                   | -                          | -                          |                            | -                          | -        | -        |            |           |
| 2013-14 |               | -             | -     | -     | -          | -         | -                   | -                   | -                   | -                   | -                          | -                          |                            | -                          | -        | -        |            |           |
| Total club | Total club    | -             | -     | -     | -          | -         | -                   | -                   | -                   | -                   | -                          | -                          | -                          | -                          | -        | -        | -          |           |
| Leganés FS · España | 2.ª           |               |       |       |            |           |                     |                     |                     |                     |                            |                            |                            |                            |          |          |            |           |
| Leganés FS · España | 2.ª           | 2014-15       | 26    | 6     | -          | -         | -                   | -                   | -                   | -                   | -                          | -                          | -                          | -                          | 26       | 6        | -          | -         |
| Leganés FS · España | 2.ª           | 2015-16       | 25    | 4     | -          | -         | -                   | -                   | -                   | -                   | -                          | -                          | -                          | -                          | 25       | 4        | -          | -         |
| Leganés FS · España | 1.ª           |               |       |       |            |           |                     |                     |                     |                     |                            |                            |                            |                            |          |          |            |           |
| Leganés FS · España | 2016-17       | 29            | 4     | 9     | 0          | -         | -                   | -                   | -                   | -                   | -                          | -                          | -                          | 29                         | 4        | 9        | 0          |           |
| Leganés FS · España | 2017-18       | 30            | 3     | 10    | 0          | -         | -                   | -                   | -                   | -                   | -                          | -                          | -                          | 30                         | 3        | 10       | 0          |           |
| Leganés FS · España | 2018-19       | 30            | 5     | 5     | 0          | -         | -                   | -                   | -                   | -                   | -                          | -                          | -                          | 30                         | 5        | 5        | 0          |           |
| Leganés FS · España | 2019-20       | 23            | 1     | 6     | 0          | 2         | 0                   | 0                   | 0                   | -                   | -                          | -                          | -                          | 25                         | 1        | 6        | 0          |           |
| Leganés FS · España | 2020-21       | 25            | 8     | 2     | 0          | 1         | 0                   | 0                   | 0                   | -                   | -                          | -                          | -                          | 26                         | 8        | 2        | 0          |           |
| Leganés FS · España | 2021-22       | 29            | 11    | 3     | 0          | 2         | 0                   | 0                   | 0                   | -                   | -                          | -                          | -                          | 31                         | 11       | 3        | 0          |           |
| Leganés FS · España | 2022-23       | 30            | 3     | 4     | 0          | 1         | 0                   | 1                   | 0                   | -                   | -                          | -                          | -                          | 31                         | 3        | 5        | 0          |           |
| Leganés FS · España | Total club    | Total club    | 247   | 45    | 38         | 0         | 6                   | 0                   | 1                   | 0                   | -                          | -                          | -                          | -                          | 253      | 45       | 39         | 0         |
| Total carrera | Total carrera | Total carrera | 279   | 51    | 46         | 0         | 6                   | 0                   | 1                   | 0                   | -                          | -                          | -                          | -                          | 285      | 51       | 47         | 0         |
| (1) Incluye datos de Copa de España / Supercopa de España. (2) Incluye datos de Campeonato de Europa de Clubes, Recopa y Copa Intercontinental. (3) No incluye datos de partidos amistosos. |               |               |       |       |            |           |                     |                     |                     |                     |                            |                            |                            |                            |          |          |            |           |